# Richard Henry Cummings
Richard Henry Cummings (20 de agosto de 1858 – 25 de dezembro de 1938)foi um ator de cinema norte-americano da era do cinema mudo. Nascido em New Haven, Connecticut, ele atuou em 82 filmes entre 1913 e 1930. Cummings morreu em Los Angeles, Califórnia.

## Filmografia selecionada
- Fate's Decree (1914)
- Daphne and the Pirate (1916)
- The Bad Boy (1917)
- Danger, Go Slow (1918)
- The Last Outlaw (1919)
- Blind Husbands (1919)
- The City of Masks (1920)
- The Prince of Avenue A (1920)
- Red Courage (1921)
- No Woman Knows (1921)
- Thank You (1925)
- Old Gray Hoss (1928)